# Pulveroboletus ravenelii
Pulveroboletus ravenelii (Berk. & M.A. Curtis) Murrill – gatunek podstawczaków z rodziny borowikowatych (Boletaceae), typowy dla rodzaju Pulveroboletus.

## Charakterystyka
Wytwarza boletoidalne owocniki, początkowo posiadające częściową osłonę hymenoforu, po której pozostaje na trzonie pieścień. Cały owocnik w odcieniach żółci, kapelusz z czasem czerwieniejący i brązowiejący. Hymenofor żółty, siniejący (zielono-niebieski) przy uciśnięciu. Występuje przede wszystkim w Ameryce Północnej, ale notowany był także w Chinach. Owocniki są jadalne, używane także były do farbowania tkanin.

## Systematyka i nazewnictwo
Pozycja w klasyfikacji według Index Fungorum: Pulveroboletus, Boletaceae, Boletales, Agaricomycetidae, Agaricomycetes, Agaricomycotina, Basidiomycota, Fungi.
Gatunek ten został po raz pierwszy opisany (jako Boletus ravenelii) przez Milesa Berkeleya i Mosesa Curtisa w artykule Centuries of North American fungi, opublikowanym w „Annals and Magazine of Natural History” z 1853 r. Do nowo utworzonego rodzaju Pulveroboletus został przeniesiony (jako jego gatunek typowy) przez Williama Murrilla w artykule The Boletaceae of North America – I, opublikowanym w „Mycologia” z 1909 r. Epitet gatunkowy został nadany na cześć Henry’ego Ravenela, amerykańskiego botanika i mykologa.